# Akaa
Akaa este un oraș în vestul Finlandei.